# Ponts del ferrocarril de Can Palau i de Gallicant
Els Ponts del ferrocarril de Can Palau i de Gallicant és una obra de la Garriga (Vallès Oriental) protegida com a Bé Cultural d'Interès Local.

## Descripció

### Pont de Can Palau
El pont travessa la vall del riu Congost i l'autovia de Barcelona-Vic. 

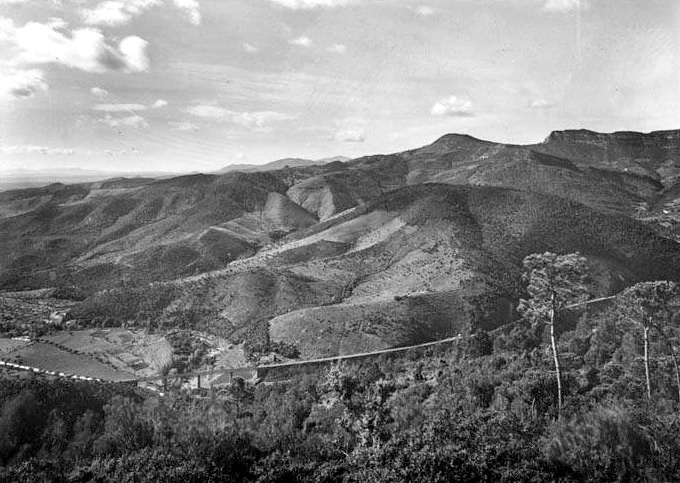
El Pont de Can Palau l'any 1890

Està format per quatre trams d'estructura metàl·lica que es recolzen sobre dos estreps en els extrems i tres pilars de suports intermedis. L'armadura de ferro està feta de tramades rectes, la formen dues bigues de gelosia en els laterals de secció en forma de M amb tirants de reforç. La sola del traçat de la vila que passa per la part superior del bastidor està protegida per baranes amb tirants de ferro.
Els estreps i els pilars estan fets d'obra de pedra de carreuada del Bertí i els angles estan reforçats per pedres cantoneres. Els estreps dels extrems, adaptats al talús del terreny, remarquen a l'interior l'encaix de l'armadura del pont per mitjà d'una filada que sobresurt. Les pilastres centrals són de planta rectangular i forma troncocònica acabades en un cimaci sobre els quals descansa l'armadura del pont.
Les obertures de llum entre els estreps i les pilastres són de mides diferents.

### Pont de Gallicant
En realitat es tracta de dos ponts molt pròxims (un sobre el Congost i l'altre sobre l'altre sobre l'antic traçat de la carretera N-152), el què fa palès la dificultat del traçat d'aquesta part del recorregut de la línia fèrria. El tram sobre el riu té una estructura metàl·lica amb dues bigues de gelosia als laterals (i secció en forma d'X), reforçades amb tirants i recolzades sobre estreps de pedra del Bertí. El tram sobre la carretera, tot i tenir un tauler metàl·lic més senzill que els anteriors destaca pels elements sobre els què es recolza: dos grans contraforts de pedra del Figaró. Degut a la seva gran alçada per salvar l'important desnivell existent, es resolen amb tres franges de diferent secció, que va disminuint a mesura que creixen en alçada, el què dona un efecte que el pont es obrint. Destaca l'impecable treball de la pedra i la seva col·locació en obra.

## Història
La línia fèrria de Sant Joan de les Abadesses es va començar a projectar entorn de l'any 1844 per a poder transportar la hulla de les mines a preus raonables fins a les fàbriques de Barcelona, però va patir nombrosos entrebancs econòmics. La línia que es va començar l'any 1871, va arribr a Vic en el 1875 i el 1880 a Sant Joan.